# John Holliman
John Holliman (* 23. Oktober 1948; † 12. September 1998) war ein US-amerikanischer Journalist.
Holliman gehörte zu den Gründungsreportern von CNN und begann im Jahre 1980 dort als Korrespondent für Landwirtschaft. Weltweit bekannt wurde er im Januar 1991, als er einer von drei westlichen Journalisten in Bagdad war (zusammen mit Bernard Shaw und Peter Arnett), die für CNN den Ausbruch des ersten Golfkriegs live kommentierten. Später konzentrierte er sich auf die Weltraumberichterstattung. Er war für die Berichterstattung von der Rückkehr von John Glenn in den Weltraum vorgesehen, als er bei einem Autounfall in der Nähe seines Hauses in den Vororten von Atlanta starb.
Der Asteroid (6711) Holliman wurde am 5. Oktober 1998 nach ihm benannt.
Im Mai 1999 benannte die US-amerikanische Weltraumbehörde NASA ihr Presseauditorium am Kennedy Space Center nach Holliman.